# Hermannia athiensis
Hermannia athiensis är en malvaväxtart som beskrevs av Karl Moritz Schumann. Hermannia athiensis ingår i släktet Hermannia och familjen malvaväxter. Inga underarter finns listade i Catalogue of Life.